# Miami Toros 1976
Questa pagina raccoglie i dati riguardanti i Miami Toros nelle competizioni ufficiali della stagione 1976.

## Stagione
La squadra rimase affidata allo statunitense Gregory Myers che però non riuscì a ripetere la buona stagione precedente nonostante avesse in rosa, che contrariamente agli standard della NASL era in buona parte di nazionalità statunitense, giocatori di livello internazionale come il peruviano Enrique Casaretto e l'inglese Chris Lawler, chiudendo al quinto ed ultimo posto della Eastern Division, fallendo così l'accesso ai play-off per il titolo.
Per la stagione seguente la franchigia venne trasferita a Fort Lauderdale, sempre in Florida, per dare origine ai Ft. Lauderdale Strikers.

## Organigramma societario
Area direttiva
- Proprietaria: Elizabeth Robbie

Area tecnica
- Allenatore: Gregory Myers
- Trainer: Chuck Gross

## Rosa
| N. |                              | Ruolo | Calciatore        |
| -- | ---------------------------- | ----- | ----------------- |
| 1  | Stati Uniti (bandiera)       | P     | Bill Nuttall      |
| 1  | Stati Uniti (bandiera)       | P     | Bob Wolf          |
| 2  | Inghilterra (bandiera)       | D     | Chris Lawler      |
| 3  | Inghilterra (bandiera)       | D     | Steve Mills       |
| 4  | Argentina (bandiera)         | D     | Ricardo De Rienzo |
| 5  | Stati Uniti (bandiera)       | D     | John Shields      |
| 5  | Inghilterra (bandiera)       | D     | Ralph Wright      |
| 6  | Inghilterra (bandiera)       | A     | Cliff Marshall    |
| 6  | Argentina (bandiera)         | C     | Óscar Villaruel   |
| 7  | Trinidad e Tobago (bandiera) | A     | Steve David       |
| 8  | Argentina (bandiera)         | C     | Roberto Aguirre   |
| 9  | Scozia (bandiera)            | D     | Jim Holton        |
| 9  | Perù (bandiera)              | A     | Enrique Casaretto |
| 10 | Scozia (bandiera)            | D     | Ronnie Sharp      |

| N. |                              | Ruolo | Calciatore       |
| -- | ---------------------------- | ----- | ---------------- |
| 11 | Trinidad e Tobago (bandiera) | C     | Warren Archibald |
| 11 | Inghilterra (bandiera)       | A     | Gordon Fearnley  |
| 12 | Stati Uniti (bandiera)       | C     | Steve Baumann    |
| 13 | Stati Uniti (bandiera)       |       | Raul Luzarraga   |
| 14 | Stati Uniti (bandiera)       | D     | Tommy Mulroy     |
| 15 | Stati Uniti (bandiera)       | D     | Alan Hamlyn      |
| 16 | Stati Uniti (bandiera)       | A     | Roman Rosul      |
| 17 | Stati Uniti (bandiera)       | A     | Nico Bodonczy    |
| 18 | Stati Uniti (bandiera)       | P     | Van Taylor       |
| 19 | Inghilterra (bandiera)       | C     | John Evanson     |
| 20 | Stati Uniti (bandiera)       | A     | Denny Lee        |
|    | Canada (bandiera)            | A     | David Proctor    |
|    | Inghilterra (bandiera)       | C     | Alan Tinsley     |